# ستان هيبتون
ستان هيبتون (بالإنجليزية: Stan Hepton)‏ (3 ديسمبر 1932 في المملكة المتحدة - 15 أبريل 2017) هو لاعب كرة قدم بريطاني في مركز الوسط. لعب مع نادي بلاكبول ونادي بوري ونادي روتشديل ونادي ساوثبورت وهدرسفيلد تاون.